# Шуньков, Борис Васильевич
Бори́с Васи́льевич Шунько́в (9 января 1950, Иркутск — 19 июля 1995, там же) — советский, российский кинооператор, режиссёр и сценарист документального кино.

## Биография
Родился 9 января 1950 года в Иркутске. Увлекался кино с детства, снимая на подаренную родителями любительскую кинокамеру. По окончании школы устроился ассистентом оператора на иркутскую студию телевидения, но вскоре был призван в Советскую армию.
С 1970 по 1972 год работал оператором на Восточно-Сибирской студии кинохроники, затем перешёл на Иркутское телевидение, где снимал сюжеты о «стройках века» и их героях, одной из работ был киноочерк об иркутском художнике Алексее Жибинове, ученике Павла Филонова.
В середине 1980-х годов поступил на заочное отделение операторского факультета ВГИКа (мастерская Д. Г. Серебрякова), окончил институт в 1990 году .
С 1987 года вернулся на студию кинохроники в качестве оператора и режиссёра. В начале 1990-х годов с коллегой по студии и соавтором Шамилем Седен-оолой предпринял попытку организации своей студии «Тува-экофильм».
Член Союза кинематографистов СССР (Восточно-Сибирское отделение). Участник российских и международных фестивалей документального кино.
Трагически погиб 19 июля 1995 года в Иркутске.

### Семья
- отец — Василий Шуньков, фронтовик, был демобилизован по ранению[9];
- мать — Надежда Владимировна Ковригина, преподаватель в Иркутском государственном университете, кандидат филологических наук[10].
- брат — Михаил Васильевич Шуньков (род. 1953), историк, археолог, живёт в Новосибирске[1][11].

## Фильмография
Оператор
- 1971 — Вот она, дорога!
- 1972 — Это наши горы[3]
- 1973 — Солёный меридиан
- 1974 — БАМ. Год первый
- 1974 — Новая зима
- 1976 — Тысяча искр
- 1977 — Идём на пороги
- 1978 — Зимник
- 1978 — Мать и сын[3]
- 1979 — Моя Тофалария
- 1979 — На вольных пастбищах Саян
- 1980 — Диалог металлургов
- 1980 — Забайкальская песня старинная
- 1980 — Цветные камни
- 1980 — Цемент и розы
- 1981 — Час борьбы[источник не указан 1053 дня]
- 1982 — Бурятские узоры
- 1982 — Другая вершина
- 1983 — Амурские были
- 1983 — Дойдём до Амура
- 1984 — Взгляд сквозь годы
- 1985 — И пусть душа останется чистой
- 1985 — Таёжная быль
- 1986 — Бельск на реке Белой
- 1986 — Заботы Валентины Петровны
- 1987 — Аварийный полёт[12]
- 1987 — Живущие напротив
- 1987 — Красные косынки
- 1987 — Секундант (совместно с Ш. Седен-оол)[13]
- 1988 — Вернётся ли Наумов?
- 1988 — Вокруг трубы. Урок демократии (в соавторстве)
- 1988 — Из Сибири с любовью (совместно с М. Поплавским, С. Мурзиным)[14]
- 1989 — Последний выезд[15]
- 1989 — Удушье
- 1989 — Шанс

Режиссёр
- 1979 — На вольных пастбищах Саян[3]
- 1980 — Диалог металлургов
- 1982 — Другая вершина
- 1983 — Амурские были
- 1985 — И пусть душа останется чистой
- 1987 — Живущие напротив
- 1987 — Красные косынки
- 1988 — Вернётся ли Наумов?
- 1988 — Зона затопления[16]
- 1989 — За чертой
- 1989 — Контингент
- 1989 — Последний выезд (совместно с В. Хоменко)
- 1990 — На краю… / Храм[17]
- 1992 — Наваждение
- 1995—2003 — Гиблое место (не окончен, завершён В. Хоменко)

Сценарист
- 1987 — Живущие напротив
- 1987 — Красные косынки
- 1988 — Зона затопления (совместно с Ш. Седен-оол)
- 1989 — За чертой
- 1989 — Контингент
- 1989 — Последний выезд
- 1990 — На краю / Храм
- 1992 — Наваждение
- 1995 — Гиблое место
- 1995—2003 — Гиблое место (не окончен, завершён В. Хоменко)

## Признание и награды
- специальный приз XXI Всесоюзного кинофестиваля в Баку (1988) — за фильм «Моя Тофалария»[18];
- приз «Серебряный дракон» XXIII международного кинофестиваля в Польше (Краков) и Гран При (посмертно) на Первом Байкальском фестивале «Человек и природа» (1999) — за фильм «Зона затопления»[19][20];
- главный приз Международного фестиваля документального и анимационного кино в Лейпциге (1995)[3], призы МКФ в Париже и Барселоне — за фильм «На краю» (1990)[21].

## Отзывы современников
«Рождён для кино, как птица — для полёта» — писал о Шунькове его коллега режиссёр-документалист:

…он как кинематографист одарён чрезвычайно, что иные творческие прозрения в его фильмах (не говоря уже о замыслах) бывают гениальны, говорил я всем окружающим — друзьям и врагам (моим; ибо у Шунькова врагов, кажется, не было).
— Валерий Хоменко, 20 июля 1997

Борис был коренным иркутянином и очень любил наш город. Не случайно один из своих лучших фильмов он назвал «Наваждение». В этой ленте Иркутск выступает как некая духовная сущность, в плену которой находится автор. Это и круг друзей режиссёра — художников, поэтов, актеров — талантливых и странных, милых и провинциальных (в лучшем смысле этого слова) «чудиков». Это и дочь, как светлый, почти ангельский образ любви и надежды на лучшее будущее. Это тот самый старый Иркутск, который Чехов назвал «городом интеллигентным». Борис был и автором, и оператором, и режиссёром многих своих картин…
— Татьяна Зырянова, « Мастера экранной публицистики Сибири» 2009